# Special Purpose Islamic Regiment
Special Purpose Islamic Regiment (SPIR) (engelsk) ("Islamisk regiment til specielle formål"; russisk: Исламский полк особого назначения), er en tjetjensk militant enhed og terrororganisation med stærke islamiske overtoner. Gruppens primære formål er national uafhængighed for Tjetjenien, siden hed udvidet til udbredelse af fundamentalistisk islam og indførelse af Sharia i Tjetjenien og over Kaukasus. SPIR er speciel berygtet for at have udført terrorangrebet mod Dubrovka-teateret i Moskva, 23. – 26. oktober 2002 hvor over 129 civile teatergængere blev dræbt.
SPIR blev dannet af tjetjeneren Arbi Barajev i 1996 i mellemkrigsperioden mellem de to tjetjenienkrige (1996 – 1999). Arbi Barajev blev dræbt af russiske styrker i 2001 og efterfulgt af hans nevø Movsar Suleimanov, som tog efternavn efter hans onkel til "Movsar Barajev". Han blev dræbt under terrorangrebet mod Dubrovka-teateret i 2002 og efterfulgt af "Khamzat Tazabayev" som blev dræbt i 2004. De næste to ledere blev dræbt før de kunne nå at udføre nogle aktioner. For nuværende ledes SPIR af "Amir Kazbek".
SPIRs sidste angreb skete den 2. august 2006 hvor en gruppe angreb og dræbt fem tjetjenske politimænd som de mente sympatiserede med russerne.
SPIR er kategoriseret som terrororganisation af USA
 og FN.

## Ledere
- Arbi Barajev (1996 – 2001)
- Yusuphadzhiev Murad (foråret 2002 – oktober 2002)
- Movsar Barajev (oktober 2002)
- Khamzat Tazabayev ("Abdu-Sabur") (slutningen af oktober – 2004)
- Said-Emin Elihanov ("Abu Sayyaf") (2004)
- Alikhan Mashugov ("Seyf-Islam") (maj 2004 – 23. december 2004)[4]
- Yunadi Turchaev (december 2004 – 2005)[5]
- Aslan Shahbiev ("Amir Kazbek") (2005)

## References
1. ↑  Terroristernes sidste epitet (russisk)
2. ↑  Terrorisme på papir, Vremja, 19. november 2005 (russisk)
3. ↑  FN og USA inkluderer tre tjetjenske grupper i deres terrorliste, news.ru (russisk)
4. ↑  Stor terrorist dræbt i Tjetjenien, 24. december 2004 (russisk)
5. ↑  Yunadi Turchaev dræbt i Tjetjenien, news.ru, 18. februar 2005 (russisk)